# Рыскулов, Ахметкул
Ахметкул Рыскулов (1927, село Чубар, Талды-Курганский уезд, Джетысуйская губерния, Казахская АССР) — агроном колхоза «Джаналык» Талды-Курганского района Талды-Курганской области, Казахская ССР. Герой Социалистического Труда (1949).

## Биография
Родился в 1927 году в крестьянской семье в селе Чубар Талды-Курганского уезда. После окончания сельскохозяйственного техникума в 1947 году трудился агрономом в колхозе «Джаналык» Талды-Курганского района, председателем которого был Абдыкадыр Даиров.
Применял в своей деятельности передовые агротехнические методы. В 1948 году колхоз сдал государству в среднем с каждого гектара по 826,2 центнера сахарной свёклы с площади 20 гектаров. С остальной площади было собрано в среднем по 310 центнеров сахарной свёклы с каждого гектара. Указом Президиума Верховного Совета СССР от 20 мая 1949 года удостоен звания Героя Социалистического Труда за «получение высоких урожаев пшеницы, риса, сахарной свёклы и картофеля в 1948 году» с вручением ордена Ленина и золотой медали «Серп и Молот» (№ 3690).
Этим же указом званием Героя Социалистического Труда была награждена звеньевая Нурила Джидебаева.
После объединения в 1950 году трёх колхозов трудился агрономом в укрупнённом колхозе имени Сталина Талды-Курганского района, председателем которого был Нурмолда Алдабергенов.
В 1953—1954 годах — участковый агроном Талды-Курганской машинно-тракторной станции. В последующем обучался в Алма-Атинском сельскохозяйственном институте, по окончании которого с 1959 года трудился агрономом Карабулакского откормочного совхоза.
Память
В селе Алдебергеново установлен его бюст.